# 山田有栄
山田 有栄（やまだ ありなが）は、安土桃山時代から江戸時代前期にかけての武将。島津氏の家臣。

## 略歴
天正6年（1578年）、山田有信の子として誕生。天正15年（1587年）、有栄が10歳の頃、父・有信が高城で九州平定軍である豊臣秀長に降伏したとき、その人質として差し出された。その後、文禄・慶長の役で従軍し朝鮮にわたり武功をあげる。慶長3年（1598年）、大隅国福山の地頭に任じられ、翌慶長4年（1599年）の庄内の乱の際には、福山衆を率いて荒神山に関を構えて陣を布いた（山田陣）。
慶長5年（1600年）の関ヶ原の戦いにも参陣。有栄は右備えに布陣して、合戦を傍観したのち敵前突破で戦線離脱した主君・島津義弘に傷一つ加えさせない大活躍をした。また本国に向けての敗走中に通過したある村では、兵糧と休息所を提供してくれた村人への代償として支払うべき御遣銀が底をついていることが判明すると、そんなものは踏み倒して先を急ぐべきという他の者の意見を制して、有栄は自らの刀の金象嵌の鞘を村に置き残している。これらの活躍により、有栄は関ヶ原の戦いにおいて「軍功並ぶものなし」と義弘に言わしめ、帰国後に義弘より200石の加増を、義久より「丹波守吉道」の銘刀を賜っている。
寛永6年（1629年）、薩摩国出水地頭に任じられる。同地で「出水兵児」と呼ばれる気風を造ったのはこの有栄だという。寛永13年（1636年）には家久（忠恒）の家老職を仰せ付かり、島津家家臣団の教育や産業開発に努めた。島原の乱においては藩主名代として総大将になり軍勢1000を率いて参陣している。慶安3年（1650年）に家老職を辞任、万治2年（1659年）の時点で2020石を領した。
寛文8年（1668年）に病死、享年91。墓は現在も出水市の薩州島津家の墓地にある。嫡子・有季は寛永8年（1631年）に24歳で早世したため、家督は次男・有隆が継いだ。